# نهر الصقعبي
نهر الصقعبي هو أحد أنهار العراق القصيرة يقع في محافظة ميسان جنوب العراق، يتفرع من نهر دجلة ويقع في الجانب الشرقي لمدينة قلعة صالح حيث يمر في أحد بساتينها، يحتوي على جزرات صغيرة فيه ويعتبر مصدراً أساسيًا للري في المدينة.